# Seattle Metropolitans
Seattle Metropolitans je bil profesionalni hokejski klub iz Seattla. Ustanovljen je bil leta 1915. Klub je nastopal v ligi PCHA od sezone 1915/16 do sezone 1923/24, nato je leta 1924 razpadel. Leta 1917 je osvojil Stanleyjev pokal in postal prvi ameriški klub z osvojenim pokalom. Domača dvorana kluba je bila Seattle Ice Arena.

## Zgodovina

### Prvi Stanleyjev pokal za Združene države Amerike
Seattle je osvojil Stanleyjev pokal leta 1917, potem ko je porazil NHA moštvo Montreal Canadiens 3-1 v tekmah, s skupnim izidom 19-3. 14 zadetkov za Seattle je dosegel Bernie Morris (od tega je bil samo na četrti tekmi uspešen šestkrat). Prva in tretja tekma sta bili odigrani pod pravili PCHA, ki so vključevala sedem hokejistov vsakega moštva v polju, podajanje naprej iz nevtralne tretjine in niso vključevala menjav za kaznovane hokejiste. Druga in četrta tekma sta bili odigrani pod NHA pravili, torej šest hokejistov vsakega moštva v polju, brez podajanja naprej iz nevtralne tretjine in dovoljene menjave.

### Delovanje v PCHA
Potem ko so osvojili Stanleyjev pokal, so Metropolitansi igrali v finalu Stanleyjevega pokala še leta 1919, ki je bil po petih odigranih tekmah preklican zaradi epidemije španske gripe. Ob preklicu je bila serija izenačena na 2-2-1. Finala Stanleyjevega pokala so se udeležili tudi leta 1920, ko so izgubili proti moštvu Ottawa Hockey Club.
V finalu leta 1919 sta bila zaradi odličnih iger opažena dva hokejista Seattla. Prvi je bil vratar Hap Holmes, ki je na zadnji odigrani tekmi ohranil mrežo nedotaknjeno, zaradi česar se je tekma končala brez zadetkov in je sodnik moral razsoditi remi. Drugi je bil Frank Foyston, ki je na prvih 4 tekmah vknjižil 8 zadetkov. 
V finalu leta 1920 so se hokejisti Ottawe odločili obleči bele drese, da bi se izognili zamenjavanju svojih igralcev s hokejisti Seattla, ki so nosili zelene, rdeče in bele drese. Ottawa je sicer po navadi nosila rdeče, bele in črne drese. Zaradi slabe pripravljenosti ledene ploskve v dvorani v Ottawi se je serija naposled preselila v dvorano Mutual Street Arena v Torontu.
Liga PCHA je v sezonah 1915/16 in 1916/17 sestojila iz štirih moštev, medtem ko je od 1917 do zatona leta 1924 delovala le še s tremi moštvi. V sezoni 1922/23 so se za končni vrstni red v ligi PCHA štele tudi tekme proti moštvom iz lige Western Canada Hockey League (WCHL). To je omogočilo Seattlu, da je nepozitivni bilanci navkljub osvojil prvenstvo. Leta 1924 je klub Seattle Metropolitans propadel in liga PCHA je prenehala z delovanjem. V zadnji sezoni je klub beležil v povprečju več kot 1000 gledalcev na tekmo. Lastnik dvorane ni obnovil najemne pogodbe s klubom. Preostali moštvi, Vancouver Maroons in Victoria Cougars, sta se za sezono 1924/25 preselili v ligo WCHL.

## Izidi
| Sezona  | OT | Z  | P  | R | TOČ | GF  | GA  | KM | Uvrstitev | Končnica                                    |
| 1915/16 | 18 | 9  | 9  | 0 | 18  | 68  | 67  | -- | 3. v PCHA | N/A                                         |
| 1916/17 | 24 | 16 | 8  | 0 | 32  | 125 | 80  | -- | 1. v PCHA | Osvojili Stanleyjev pokal                   |
| 1917/18 | 18 | 11 | 7  | 0 | 22  | 67  | 65  | -- | 1. v PCHA | Izgubili finale PCHA                        |
| 1918/19 | 20 | 11 | 9  | 0 | 22  | 66  | 46  | -- | 2. v PCHA | Brez odločitve v finalu za Stanleyjev pokal |
| 1919/20 | 22 | 12 | 10 | 0 | 24  | 59  | 55  | -- | 1. v PCHA | Izgubili finale za Stanleyjev pokal         |
| 1920/21 | 24 | 12 | 11 | 1 | 25  | 77  | 68  | -- | 2. v PCHA | N/A                                         |
| 1921/22 | 24 | 12 | 11 | 1 | 25  | 65  | 64  | -- | 1. v PCHA | Izgubili finale PCHA                        |
| 1922/23 | 30 | 15 | 15 | 0 | 30  | 100 | 106 | -- | 3. v PCHA | N/A                                         |
| 1923/24 | 30 | 14 | 16 | 0 | 28  | 84  | 99  | -- | 1. v PCHA | N/A                                         |

## Člani Hokejskega hrama slavnih lige NHL
- Frank Foyston
- Gordon Roberts
- Jack Walker
- Hap Holmes